# Rouvray-Catillon
Rouvray-Catillon ist eine französische Gemeinde mit 226 Einwohnern (Stand 1. Januar 2022) im Département Seine-Maritime in der Region Normandie (vor 2016 Haute-Normandie). Die Gemeinde gehört zum Arrondissement Dieppe und zum Kanton Gournay-en-Bray (bis 2015 Forges-les-Eaux). Die Einwohner werden Roburiens genannt.

## Geografie
Rouvray-Catillon liegt etwa 44 Kilometer nordöstlich von Rouen. Umgeben wird Rouvray-Catillon von den Nachbargemeinden Mauquenchy im Norden, Roncherolles-en-Bray im Norden und Nordosten, La Ferté-Saint-Samson im Osten, Sigy-en-Bray im Süden sowie Bosc-Édeline im Westen.

## Bevölkerungsentwicklung
| 1962                      | 1968 | 1975 | 1982 | 1990 | 1999 | 2006 | 2013 |
| 264                       | 258  | 210  | 216  | 211  | 195  | 180  | 230  |
| Quelle: Cassini und INSEE |      |      |      |      |      |      |      |

## Sehenswürdigkeiten
- Kirche Saint-Martin
- Schloss in le Catillon